# Novalja
Novalja je grad u Hrvatskoj, na otoku Pagu. Upravno pripada Ličko-senjskoj županiji.

## Gradska naselja
Grad Novalja 2021. godine obuhvaćao je sljedećih 10 naselja: 
Caska, Dubac-Varsan, Gajac, Jakišnica, Kustići, Lun, Metajna, Novalja, Potočnica, Stara Novalja, Vidalići i Zubovići.

## Zemljopis
Grad Novalja smješten je u blagom zaljevu sjevernozapadnog dijela otoka Paga. Idealan zemljopisni smještaj na važnim kopnenim i pomorskim putevima od sjevernog prema južnom Jadranu omogućuje joj odličnu prometnu povezanost s kopnom. Novalja je često i nezaobilazna luka mnogih nautičara koji ovdje mogu, uz ostalo, uzeti gorivo za svoja plovila.
Prometna povezanost otoka Paga, pa tako i Novalje, s kopnom je odlična: od 30. svibnja do 30. rujna trajekti na liniji kopno (Prizna) – otok Pag (Žigljen) plove danonoćno, a u ostalom dijelu godine plove 13 puta dnevno u oba smjera od 5:30 do 22:30 sati. Uz to, na južnu se stranu otoka može stići i preko Paškog mosta. Brojne dnevne autobusne linije povezuju Novalju s gotovo svim krajevima Hrvatske (Rijeka, Zagreb, Zadar, Split, ljeti Varaždin i Požega), a brza brodska katamaranska linija povezuje ju s Lošinjom, Rabom i Rijekom (ljeti i sa Silbom i Suskom). Najbliža zračna luka udaljena je od Novalje oko 80 km ili oko sat vremena vožnje (zračna luka Zemunik – Zadar). Tijekom Domovinskog rata Novalja je bila nezaobilazno mjesto nakon rušenja Masleničkog mosta jer su svi putevi vodili preko trajektne linije Prizna – Žigljen.

## Stanovništvo
Prema popisu stanovništva iz 2011. godine Novalja ima 3663 stanovnika. Smještajni kapaciteti daleko su veći pa grad ljeti zna, zajedno s okolnim naseljima, doseći preko 40.000 stanovnika.
| broj stanovnika | 1024  | 1187  | 1610  | 1876  | 2151  | 2641  | 2641  | 3362  | 3799  | 3779  | 3533  | 3384  | 3069  | 3175  | 3335  | 3663  | 3680  |
|                 | 1857. | 1869. | 1880. | 1890. | 1900. | 1910. | 1921. | 1931. | 1948. | 1953. | 1961. | 1971. | 1981. | 1991. | 2001. | 2011. | 2021. |

| broj stanovnika | 714   | 1006  | 915   | 1071  | 1011  | 1428  | 1428  | 1988  | 1958  | 1981  | 1859  | 1834  | 1775  | 1912  | 2078  | 2358  | 2415  |
|                 | 1857. | 1869. | 1880. | 1890. | 1900. | 1910. | 1921. | 1931. | 1948. | 1953. | 1961. | 1971. | 1981. | 1991. | 2001. | 2011. | 2021. |

## Prezimena
Područje današnjeg grada Novalje naseljavan je iz dva smjera, s otoka Raba i grada Paga. 
Kako je Caska granica između Zadarske i Krčke biskupije, tj. nekadašnje paške i rapske komune takav je i raspored doseljavanja. Tako utvrđujemo da je većina današnjih Novaljaca i Lunjana podrijetlom s Raba, dok su stanovnici od Caske do Metajne većinom podrijetlom iz grada Paga, uz naravno i ne tako nezamjetan broj doseljenika iz okolnih krajeva (Karlobag, Olib, Lika...)
- Kustići – Donadić, Kustić, Sabalić.
- Lun – Argentin, Badurina, Baričević, Kocijan, Makarun, Reinić, Ribarić, Šanko, Šegota, Dudić.
- Metajna – Bačić, Datković, Kurilić, Kustić, Lončarić.
- Novalja – Antulić, Badurina, Balabanić, Biskupić, Borović, Čemeljić, Dabo, Dabo-Peranić, Denona, Guščić, Kralj, Kunkera, Makarun, Mandekić, Markovina, Ogulić, Palčić, Pende, Peranić, Pernjak, Predolin, Ropuš, Samaržija, Semenčić, Smojver, Šanko, Šćiran, Šestan, Škunca, Šonje, Šuljić, Tamarut, Tomulić, Travaš, Trcol, Vidas, Vidušin, Vrtodušić, Zeneral, Žan.
- Stara Novalja – Dabo-Peranić, Peranić.
- Zubovići – Zubović.[4]

### Novalja (naseljeno mjesto)
- 2001. – 2078
- 1991. – 1912 (Hrvati – 1801, Srbi – 9, Jugoslaveni – 1, ostali – 101)
- 1981. – 1785 (Hrvati – 1725, Srbi – 15, Jugoslaveni – 22, ostali – 23)
- 1971. – 1834 (Hrvati – 1820, Srbi – 1, ostali – 13)[5]

## Povijest
U Novalji se nalaze ostatci triju ranokršćanskih bazilika iz 4. i 5. stoljeća. Ostatci podnog mozaika jedne bazilike nalaze se unutar gotičke crkve Majke Božje od Ružarija u središtu grada.

## Gospodarstvo
Glavni prihod Novalje je turizam. Novalja se nalazi unutar Ličko-senjske županije i tako sigurno ima veće povlastice što se tiče proračuna, kao jedina jaka turistička sredina unutar županije.
U blizini Novalje nalazi se Zrće, dugačka šljunčana plaža, koja je dobila nadimak Hrvatska Ibiza, nakon što su na njoj izgrađene četiri diskoteke. Glavna je turistička atrakcija grada i okolice.
U lovištima Lovačkog društva Jarebica iz Novalje, na lokaciju Zaglava nedaleko od Paškog trokuta, održan je 4. Kup Hrvatskog lovačkog saveza u radu pasa goniča.

## Spomenici i znamenitosti
- Crkva sv. Katarine u Novalji
- Crkva Majke Božje od Ružarija
- Ranokršćanski novaljski relikvijari
- Novaljska capsella reliquiarum – škrinja moći
- Oktogonalni ranokršćanski relikvijar iz Novalje, IV st.
- Otkriće amfora
- Uvala Caska
- Gradski muzej u Novalji jedna je od najzanimljivijih kulturnih ustanova, ponajviše što se unutar muzeja nalazi ulaz u podzemni vodovod (Taljanova buža) iz antičkog doba, izgrađen još u prvom stoljeću pr. Kr. Naime, podzemni vodovod u cijelosti je isklesan ljudskom rukom u kamenu, u dužini od 1042 metra, a prosječna širina mu je oko 60 cm. Vodovod ima 9 nadzemnih otvora, tzv. "odiha", a najviši otvor nalazi se na visini od 44 metra. Danas je taj antički vodovod jedna od većih turističkih atrakcija Novalje, a posjetitelji ga mogu razgledavati u dužini od oko 150 metara. U muzeju se nalaze još neki ostaci iz antike.[6]
- Samo koji kilometar od Novalje, na vrhu Velo tusto čelo, nalazi se prirodni fenomen, megalitski otisak u kamenu poznat kao "Paški trokut". Trokut je istokračan, veličine 32x32x22 metara i ima oblik otiska glačala. Posjet ovom lokalitetu zahtijeva spretnost u hodanju po kamenjaru zbog nedostatka utabane staze. Premda fenomen nije do kraja rasvijetljen i istražen, njegov nastanak neki povezuju s pojavom NLO-a nad cijelim paškim područjem u prošlim vremenima.[9]

## Obrazovanje
- Osnovna škola A. G. Matoša

## Kultura
- Novaljsko kulturno ljeto
- Karneval
- Fešta od maja
- Novaljski fuštan
- Dječji glazbeni festival Antonja
- Festival pisme nakanat otoka Paga
- Novaljski raspivani Božić

## Šport
- NK Novalja, natječe se u županijskoj ligi. Svoje domaće utakmice igra na stadionu kapaciteta 1500 mjesta.
- Odbojkaški klub Novalja, natječe se u mlađim dobnim skupinama

## Poznate osobe
- Ante Dabo, hrv. književnik
- Boris Dabo, hrv. svećenik, višedesetljetni misionar u Zambiji, osnivač nekoliko misija
- Zdenko Balabanić, hrv. slikar[10]
- Boris Palčić Caskin, hrv. književnik
- Ivan Palčić, hrv. slikar i pjesnik
- Dinko Supić, hrv. prozni memoarist
- Andriana Škunca, hrv. književnica
- Darija Škunca Klanac, hrv. pjesnikinja.
- Dominik Škunca, hrv. arhitekt, grafičar, slikar i kipar.
- Anton Šuljić, hrv. svećenik, bogoslov i književnik.
- Anton Tamarut (1932.), hrv. nadbiskup
- Anton Tamarut (1960.), hrv. svećenik, teolog i pjesnik
- Ivan Žan, maestro, orguljaš, zborovođa, skladatelj i glazbeni pedagog.
- fra Bernardin Škunca, hrv. liturgičar

## Galerija
- Plaža Straško
- Gradski muzej
- Mozaik starokršćanske bazilike u središtu grada
- Poprsje predsjednika dr Franje Tuđmana na istoimenom trgu
- Riva u Novalji

## Vanjske poveznice
- Službena stranica grada
- Stranica Turističke zajednice (hrv.)(engl.)(njem.)(tal.)(češ.)
- Osnovna škola A. G. Matoša  Arhivirana inačica izvorne stranice od 3. listopada 2011. (Wayback Machine)